# スモレンスク県 (ポーランド・リトアニア共和国)

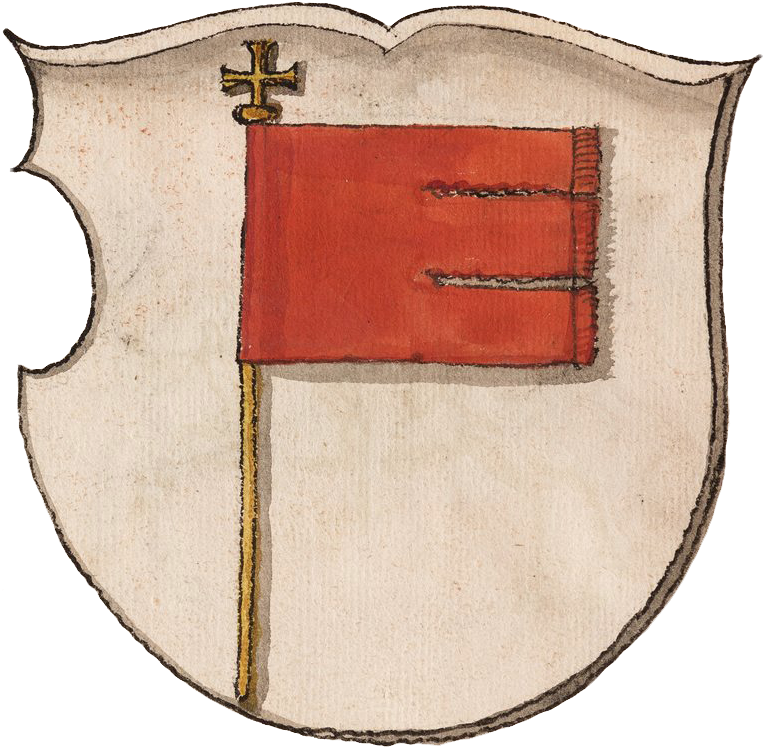
県章

スモレンスク県 / スモレンスカス県（ポーランド語: województwo smoleńskie / リトアニア語: Smolensko vaivadija）は、リトアニア大公国、後にポーランド・リトアニア共和国の県（ヴォイヴズトヴォ）である。行政中心地はスモレンスク、面積およそ5万3千km2。1508年に設置され、名目上は1793年まで存続（実質的には1667年に消滅）した。北・東はロシア国家（モスクワ大公国、ロシア・ツァーリ国、ロシア帝国と変遷）と接しており、スモレンスク県領域は、ポーランド・ロシア間によって争奪戦が行われた地でもあった。

*本項の地名はポーランド語を用いている。各言語に基づく表記は注釈の関連地名対応表を参照。

## 歴史

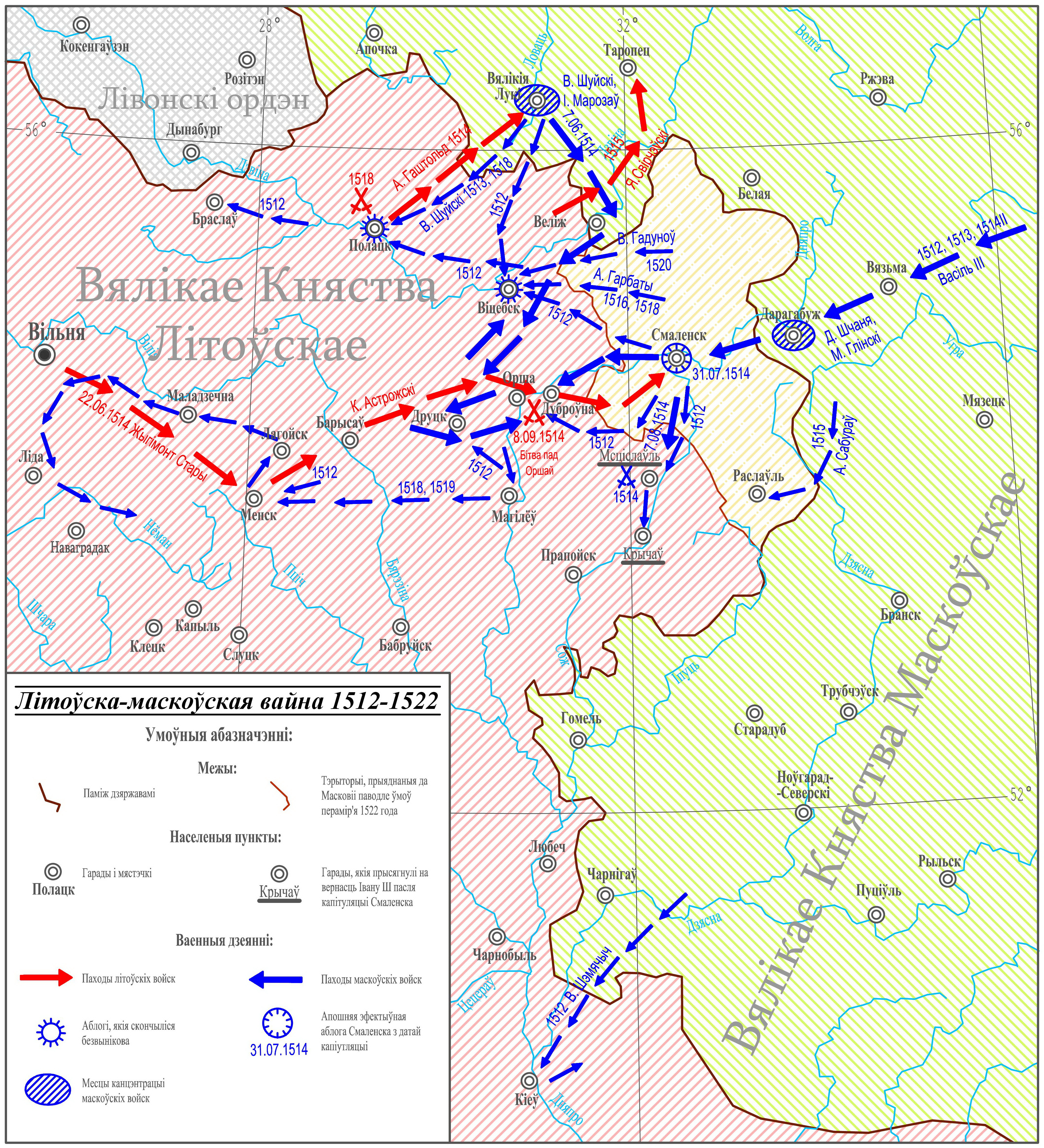
1512年 - 、ロシア・リトアニア戦争の推移と割譲地。Смаленск：スモレンスク

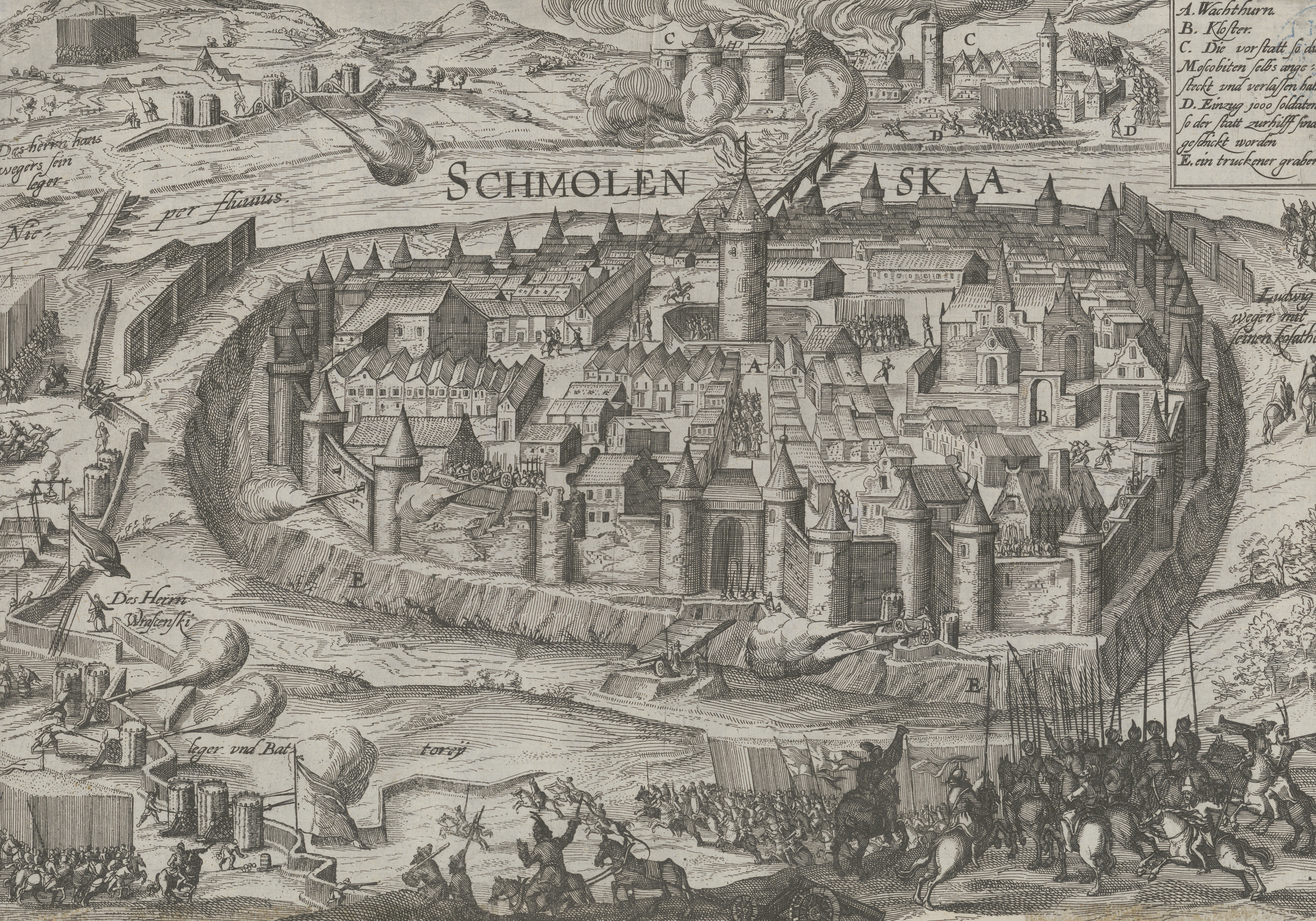
1609年、スモレンスクの包囲

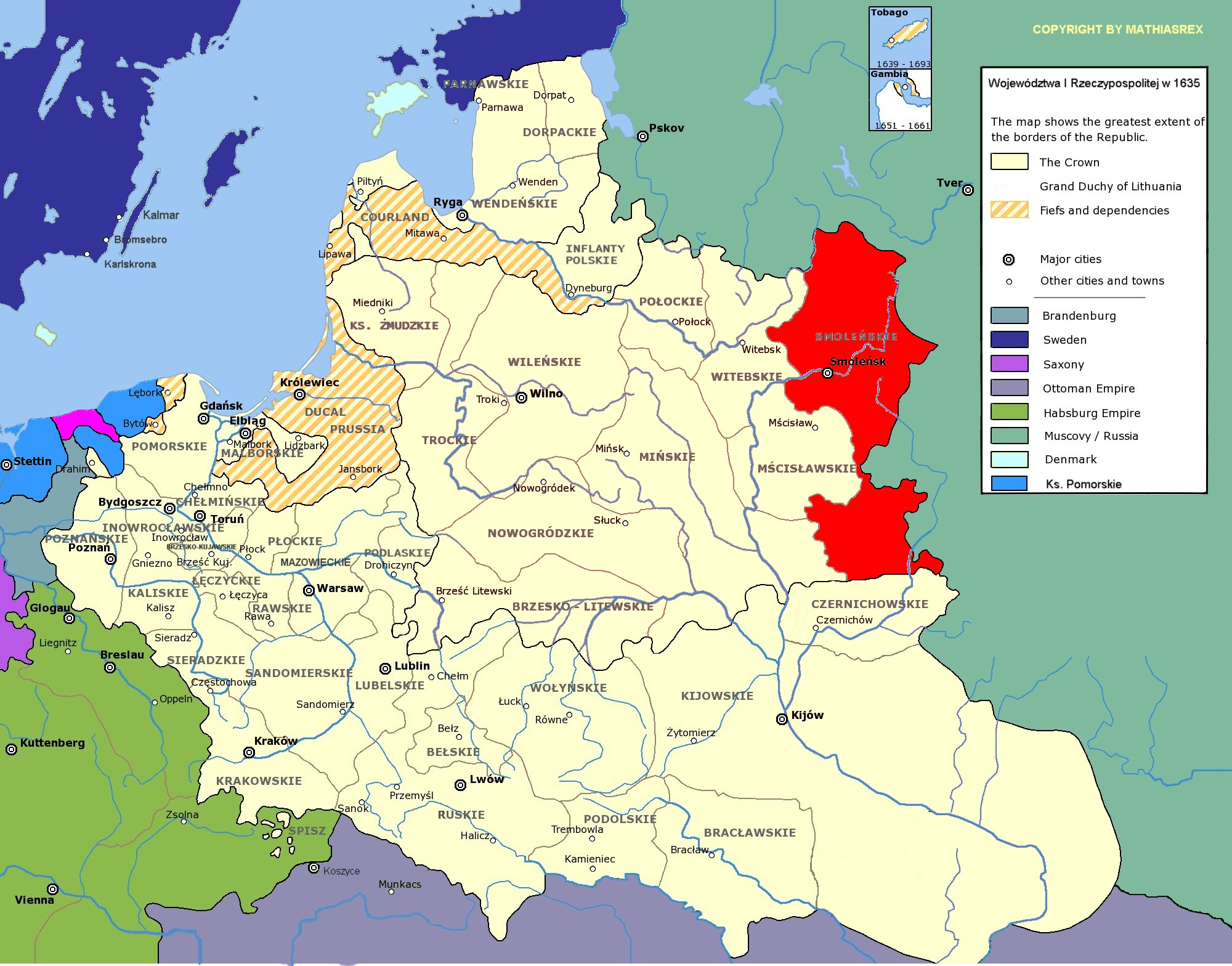
1635年、赤：ポーランド・リトアニア共和国内のスモレンスク県の位置（1635年）

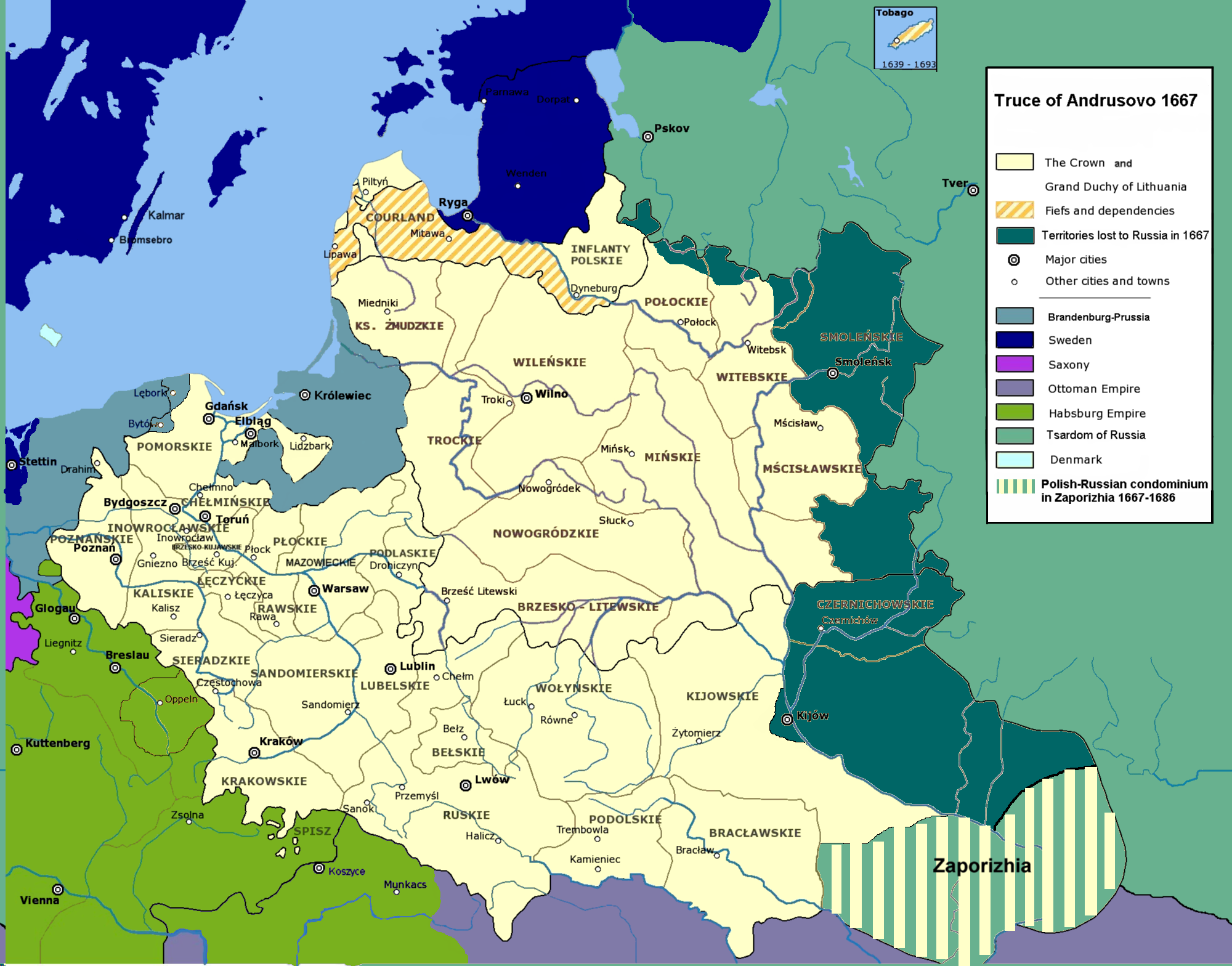
1667年、アンドルソヴォ条約による領土の変化。濃緑がロシアへの割譲地。

### 前史
14世紀末まで、スモレンスク一帯はスモレンスク公国の領土であり、リューリク朝の公・スモレンスク公が統治する独立国であった。しかし1395年、リトアニア大公ヴィータウタスはスモレンスクを陥落させ、（しばらくスモレンスク公は存続させた後の）1404年にリトアニア大公国に併合した。スモレンスク一帯はリトアニア大公の派遣した、大幅な統治権を許された代官が管轄した。

### 県設置と争奪戦
スモレンスク県の設置は1508年であった。しかし1512年から始まったロシア・リトアニア戦争(ru)の過程において、1514年にスモレンスクは陥落し(ru)、1522年にロシア領とする条約が結ばれた。
1609年、ロシア・ポーランド戦争が勃発すると、1611年にポーランド・リトアニア共和国軍はスモレンスクを陥落させた(ru)。1613年、共和国国会（セイム）により、リトアニア大公国の管轄下に、スモレンスク県の再設置が決定された。1618年にはロシア・ポーランド戦争が終結し、デウリノの和約によって、ロシアはスモレンスクの放棄に合意した。この時期のスモレンスク県は広大であり、スモレンスク、Biełyj、Dorogobuż、ロスワフ、シェルピェユスクの諸都市に加え、ネヴェル、Siebieżのモスクワ地方の郡、旧トルブチェフスク公国領やセヴェルシチナ地方をも県域に含んでいた。1625年には下位区分としてスモレンスク郡とStarodub郡が置かれた。また、県再設置から1626年までの間に、9市においてマクデブルク法が採用された。
停戦協定の切れた後、1632 - 1634年のスモレンスク戦争よって、Sierpiejskはロシアに割譲された。また、戦争終結後にスモレンスク県南部はポーランド王国管轄のチェルニフフ県として分離した。さらに1644年にはトルブチェフスクがロシアに割譲された。
1654年のロシア・ポーランド戦争において、スモレンスク県はロシアに占領され、1667年のアンドルソヴォ条約並びに翌年のグジムフトフスキ条約によって、スモレンスク県域のロシアへの帰属が決定された。ただしポーランド・リトアニア共和国内ではスモレンスク県は名目上存続しており、1793年まで県知事（ヴォイェヴォダ）が任命されていた。なお、1708年には帝政ロシアで県（グベールニヤ）制が施行され、ロシア治下のスモレンスク県が設置されている。